# Petrus Roos
Petrus Roos, född den 11 maj 1740 i Röddinge socken, Malmöhus län, död den 10 november 1832 i Västerstad, var en svensk präst, systerson till Petrus Filenius, farfars far till Mathilda Roos.
Roos studerade i Linköping och Lund, promoverades till filosofie magister 1766 samt prästvigdes samma år. Han blev kyrkoherde i Skartofta och Öveds patronella pastorat av Lunds stift 1773, i Västerstads och Östraby församlingar av samma stift 1789, kontraktsprost 1802, jubelmagister i Lund 1817 samt teologie doktor 1818. Roos var en mycket nitisk och framstående församlingslärare och en synnerligen produktiv skriftställare på det religiösa området. Mot upplysningsfilosofin i Voltaires anda ivrade han mycket. En stor mängd andliga tal och avhandlingar samt predikningar finns efter honom.